# 吉川勇一
吉川 勇一（よしかわ ゆういち、1931年3月14日 - 2015年5月28日）は、元ベトナムに平和を!市民連合（ベ平連）事務局長など市民運動家、翻訳家。元英語教師（予備校講師・専門学校講師）、元大学非常勤講師。ソ連崩壊によるソ連共産党秘密文書公開で、日本共産党の不破哲三委員長（当時）から、ソ連のスパイと認定された。

## 経歴・人物
東京大学在学中に日本共産党に入党し、武装闘争を志向する、党内では多数派だが東大では少数派の所感派の活動家として頭角を現し、旧国際派は役職に就かせないという共産党中央の指示で東京大学学生自治会議長に就任した。山村工作隊、東大ポポロ事件、砂川闘争などに参加し、講和・安保両条約発効に抗議する全学ストライキを指導して退学処分を受けた後は、共産党員として専従活動家の道を歩み、全学連書記局員、日本戦没学生記念会（わだつみ会）事務局員（組織部長）、日本平和委員会事務局員、同常任理事などを歴任して実務能力を身につけ、所感派の山村工作隊出身ながら「日本共産党第6回全国協議会（六全協）」後も党に留まり、1958年4月には、後藤新平の義理の姪婿で鶴見和子・俊輔姉弟と姻戚に当たる平野義太郎の仲人で結婚していたが、1965年、前年の原水爆禁止世界大会で共産党の方針に反対意見を表明したことで党から除名処分を受ける。
同年小田実代表のベトナムに平和を!市民連合（ベ平連）の2代目事務局長になり、1974年のベ平連解散まで務める。1967年10月、空母イントレピッド号から米兵4名が脱走した「イントレビット号事件」を契機に、ベ平連の中に米兵脱走を支援する「JATEC」が組織された際にもかかわったとされる。JATEC（Japan Technical Committee to Aid Anti War GIs - 反戦脱走米兵援助日本技術委員会）はその後2年間に16名の脱走米兵をスウェーデンなどに脱走させることに成功した。米軍と日本の公安当局の捜査にもかかわらず、中立国移送までの経路や経緯は秘密に包まれていたが、1990年代にソ連の機密文書が公開され、JATECの脱走兵の移送にKGBが協力していたことが明らかになった。吉川本人も、後に共同通信記者の春名幹男の取材に対して、「（ソ連大使館の）参事官や一等書記官と会ったが、恐らく、全員がKGB要員だった」、「脱走兵の日本脱出に事実上の援助を与えてくれるところなら、KGBだろうがスパイだろうが手を借りたいという気持ちだった」とソ連政府の協力を得て脱走米兵をシベリア経由で送り出していたことを明らかにしている。
吉川勇一とソ連の関係は、共産党の職業活動家として日本平和委員会常任理事だった1963年当時から問題とされていた。不破哲三は『日本共産党にたいする干渉と内通の記録 - ソ連共産党秘密文書から 上』（新日本出版社、1993年）で、「ソ連大使館での六回にわたる会談とセナトロフ（引用者注：ソ連大使館二等書記官）・メモが雄弁に語るように、吉川と吉田（引用者注：吉田嘉清。原水爆禁止日本協議会事務局主任）は、もっとも密接な連携のもとに、ソ連と内通して秘密工作をはじめた二人でした」と吉川を激しく非難している。吉川はベ平連事務局長就任後の1966年、吉川と同時期に親ソ派として共産党を除名された志賀義雄らの「日本のこえ」に参加した。
ベ平連の解散後、小田実、色川大吉らを中心とした「日本はこれでいいのか市民連合」（日市連）（1980年 - 1994年）に参加するが、1987年に小田の東京都知事選挙への出馬の是非を巡って日市連内で対立が起こり会を離れる。1988年、マルチイシューの市民運動を目指す「市民の意見30の会」を結成。その後は市民意見広告運動にも力を注いだ。
長く代々木ゼミナールの英語講師を務めた。
2015年5月28日、慢性心不全のため死去。84歳没。

## 略歴
- 1931年 東京府生まれ
- 1948年 旧制埼玉県立川越中学校（現・埼玉県立川越高等学校）卒業、旧制浦和高等学校入学
- 1952年 東京大学文学部社会学科中退
- 1965年 日本共産党除名。ベ平連事務局長に就任。
- 1970年 - 1972年 名古屋学院大学非常勤講師（倫理学、外書講読、社会学ゼミ - ミニコミ論）
- 1971年 - 1998年12月 代々木ゼミナール英語科講師。英語が最も苦手な学生を対象とした週4コマの「ベイシック英語ゼミ」を長年にわたって担当（講座の開設は、土師政雄の「ベイシック数学ゼミ」に倣ったもの）。当時の講義の一部は『吉川のベイシック英語』（代々木ライブラリー）に公開されている。
- 1974年 ベ平連解散
- 1980年 - 1985年 日本ジャーナリスト専門学校英語科講師
- 1988年 「市民の意見30の会」結成
- 2000年 - 2001年 恵泉女学園大学非常勤講師（担当講座「アメリカとアジア」）
- 2003年 市民意見広告運動を始める
- 2015年 死去

## 人物
頑なまでに主張を一貫させ、日本共産党の方針に反対した言論を展開したかどで、同党から除名処分を受けたりした。晩年においても真剣な言論活動を行い、「喧嘩ジジイ」とまで言われ、周囲に波紋を広げることがあった。
反面、機知に富んだ感覚も持ち合わせ、そのため教条的な左翼運動だけでなく「ええかげん」なベ平連運動の主体にもなった。既存の左翼運動での知識、経験とベ平連の思想の豊かさが市民運動家としての背景になっている。ちなみにベ平連に参加するきっかけは、ベ平連主催の企画でベトナムの地図を描くことができる人が必要だったから吉川が紹介されたことである。
晩年は運動経験の共有、継承にも力を入れており、吉川のサイトでは晩年の著作を読むことができる。吉川没後も、2025年現在吉川の個人サイトは維持されている。(最終更新は死去約2年前の2013年12月04日)
なお1966年志賀義雄らの日本のこえに参加、その系譜を引く新左翼政党である共産主義労働者党にも参加し中央委員を務めたが、1971年同党分裂後はどの後継集団にも参加しなかった。

## 著書
元日本赤軍派で旅券法違反で逮捕歴のある北川明が代表を務める第三書館から、いくつか著書を出版している。

### 英語参考書
- 『吉川のベイシック英語 - 5日間集中講義』（代々木ライブラリー） 1991　ISBN 4896802713
- 『納得できる英文法』（研究社出版） 1994　ISBN 4327763551

### 評論集
- 『反核の論理 - 欧米・第三世界・日本』（柘植書房新社） 1982　ISBN 4806802298
- 『市民運動の宿題 - ベトナム反戦から未来へ』（思想の科学社） 1991
- 『反戦平和の思想と行動』 （社会評論社、コメンタール戦後50年 第4巻） 1995　ISBN 4784505342
- 『民衆を信ぜず、民衆を信じる - 「ベ平連」から「市民の意見30」へ』（第三書館） 2008

### 闘病記
- 『いい人はガンになる』（KSS出版） 1999　ISBN 487709332X

### 編著
- 『市民の暦』（小田実, 鶴見俊輔共編、朝日新聞社） 1973

### 翻訳
- 『立ち上がる南部アフリカ』1 - 2（ウィルフレッド・バーチェット、サイマル出版会） 1978
- 『失踪 - マラヤ山中に消えたタイ・シルク王 』（ウィリアム・ウォレン、第三書館） 1986　ISBN 4807486128
- 『海の向こうの火事 - ベトナム戦争と日本 1965 - 1975』（トーマス・R・H・ヘイブンズ、筑摩書房） 1990
- 『兄弟よ、俺はもう帰らない - ベトナム戦争の黒人脱走米兵手記』（テリー・ホイットモア、第三書館） 1993　ISBN 4807493140
- 『「アメリカ」が知らないアメリカ - 反戦・非暴力のわが回想』（ディヴイッド・デリンジャー、藤原書店） 1997　ISBN 4894340852